# マラティヤ・ウル・モスク
マラティヤ・ウル・モスク（トルコ語: Malatya Ulu Camii）は、トルコのマラティヤにあるモスク。13世紀前半にセルジューク朝によって建設された。

## 歴史
マラティヤ・ウル・モスクは13世紀前半にセルジューク朝によって建設された。

## 建設
マラティヤ・ウル・モスクは長さが50メートル、幅が33メートルの縦長の構造をしている。中央には長さ15メートル、幅が11メートルの中庭が設けられており、その一辺にイーワーンが設けられている。イーワーンがあることや、レンガに装飾が施されていることなどイランの建築文化の影響を受けている。